# Eleição presidencial no Brasil em 2022
A eleição presidencial no Brasil em 2022 foi realizada em dois turnos, nos dias 2 e 30 de outubro, o primeiro e o último domingo de outubro, respectivamente, como parte das eleições gerais deste ano. Aproximadamente 156,4 milhões de brasileiros estavam aptos a votar no país e no exterior. A votação ocorreu no período das 8 às 17 horas, uniformizado pelo horário da capital federal Brasília. Luiz Inácio Lula da Silva e Geraldo Alckmin, presidente eleito e vice-presidente eleito, respectivamente, foram empossados em 1 de janeiro de 2023 para um mandato de quatro anos e cinco dias.
Em um dos pleitos mais acirrados do país, Luiz Inácio Lula da Silva, do Partido dos Trabalhadores (PT), foi eleito pela terceira vez como presidente da República, sendo assim o 39.º presidente do Brasil, com um pouco mais de 60 milhões de votos, superando seu próprio recorde em 2006, para um mandato de quatro anos que foi iniciado no dia 1 de janeiro de 2023 e terminará em 5 de janeiro de 2027. Isso ocorre devido à Emenda Constitucional n.º 111, que alterou a Constituição e estipulou que a partir das eleições de 2026, o mandato do presidente da República deverá iniciar-se em 5 de janeiro, já o dos governadores dos estados e do Distrito Federal deverá iniciar-se em 6 de janeiro . Jair Bolsonaro, do Partido Liberal (PL), em exercício desde 2019, tornou-se o primeiro presidente do Brasil a não conseguir se reeleger ao cargo, desde a instituição da reeleição em 1997. Foi a nona eleição presidencial no país realizada sob a vigência da Constituição promulgada em 1988.
No primeiro turno da eleição, onze candidatos concorreram à Presidência da República. Jair Bolsonaro recebeu 43,20% dos votos e avançou para o segundo turno com Lula, primeiro colocado, com 48,43% do eleitorado, que disputou o cargo outras seis vezes — sendo o candidato que mais concorreu à Presidência desde o fim da República Velha — e venceu três, em 2002, 2006 e 2022. Ambos centraram as atenções no cenário político durante o pleito, que foi polarizado devido a divergências ideológicas e realizado em plena recessão causada pela pandemia de COVID-19, enquanto outros candidatos procuraram apresentar-se como nomes alternativos da terceira via para eleitores indecisos.
Após a finalização da apuração dos resultados da eleição, uma série de manifestações em todo o país tomou curso, com caminhoneiros bloqueando total ou parcialmente rodovias e com cidadãos contrários à vitória de Lula pedindo golpe de Estado e protestando na frente de quartéis militares de diversas localidades. A transição presidencial começou oficialmente no dia 3 de novembro de 2022.

## Contexto
Enquanto a eleição presidencial no Brasil em 2018 foi marcada por questões envolvendo o combate à corrupção, a segurança pública e a renovação política, especulou-se que a principal pauta das eleições de 2022 seria a economia e a gestão pós-pandemia. Com desemprego, inflação e a volta da fome no Brasil, estudos mostraram que o principal interesse dos eleitores é a economia. A economia do Brasil sofreu sucessivas crises desde a de 2014, abalando-se ainda com a recessão mundial causada pela pandemia de COVID-19, no entanto, o Brasil é uma das exceções, que vem se recuperando muito bem no pós-pandemia.
O Governo Jair Bolsonaro, eleito em 2018, não contou, de acordo com pesquisas de opinião, com a aprovação majoritária. Cerca de 54% da população avaliava sua gestão como sendo ruim ou péssima em fevereiro de 2022. Durante o mesmo, houve um alto índice em decorrência da pandemia de COVID-19, causando-lhe desgaste adicional suas falas negacionistas.

### Desinformação
Para as eleições de 2022, o Tribunal Superior Eleitoral (TSE) se mobilizou para "combater desinformações diante da elevada quantidade de notícias falsas difundidas nas eleições de 2018". As autoridades eleitorais manifestaram preocupação especial com a desinformação sobre o sistema eleitoral. O ministro Edson Fachin argumentou que os boatos são propositais para fazer a população se voltar contra o processo democrático, as instituições de Estado e o estado democrático de Direito. Em agosto de 2019, o TSE estabeleceu um programa sobre o tema, posteriormente incluindo o Programa Permanente de Enfrentamento à Desinformação do Tribunal Superior Eleitoral em agosto de 2021.
Outras ações do TSE incluem o Portal da Frente de Enfrentamento à Desinformação Eleitoral, que coordena o programa de enfrentamento às fake news, e o Sistema de Alerta contra a Desinformação em Relação ao Processo Eleitoral, onde pode-se denunciar desinformação e disparos em massa em redes sociais.
O presidente Jair Bolsonaro espalhou constantemente desinformação sobre as urnas eletrônicas e o sistema eleitoral. Uma reunião de Bolsonaro com embaixadores estrangeiros lhe rendeu quinze denúncias ao TSE. Outra preocupação são as redes sociais e aplicativos de mensagem. Dentre estas, estava o Telegram, que ignorava ordens jurídicas do Brasil, mas passou a cooperar com a Justiça e ingressou no programa de enfrentamento às fake news apenas após o ministro Alexandre de Moraes ordenar o bloqueio do aplicativo no país. Ainda assim, a Polícia Federal (PF) relata que o aplicativo de mensagens não colabora tanto quanto gostariam. O Whatsapp suspendeu o lançamento da função de supergrupos no Brasil, que poderia reunir até 2 560 pessoas.

### Discussões sobre censura
Algumas das decisões tomadas pelo TSE acatando a pedidos da Federação Brasil da Esperança, do Partido dos Trabalhadores, durante as eleições de 2022, em particular as que afetaram a Jovem Pan e a Gazeta do Povo, foram criticadas como cerceamentos à liberdade de expressão e liberdade de imprensa por especialistas e associações de jornalistas, como a Associação Nacional de Jornais. As decisões do TSE apontam reiterada prática de abrir espaço "para especulações, sem nenhum fundamento em evidência fática, sobre conchavos políticos e sobre imaginária manipulação de pesquisas e mesmo dos resultados das eleições" e a exploração "de forma recorrente e calcada apenas na percepção subjetiva dos diversos comentaristas, o sentimento de medo, procurando-se incutir nos ouvintes que riscos como um 'golpe de esquerda', fechamento de igrejas e domínio do crime organizado rondam o cenário eleitoral". A alegação central do TSE é de que os veículos em questão continuaram propagando informações inverídicas após decisões por ele proferidas de remoção do referido conteúdo, como o fechamento de igrejas e a suposta relação do PT com o Primeiro Comando da Capital.
Outra decisão do TSE relacionada ao controle de informação no contexto do período eleitoral que gerou repercussão, inclusive internacional, foi resolução apresentada pelo ministro Alexandre de Moraes, aprovada no dia 21 de outubro, que concede ao órgão poder para agir de ofício - sem a solicitação de terceiros - no que tange a retirada de conteúdo julgado falso de plataformas online.

### Movimentações internacionais
Em junho de 2022, a Alta Comissária de Direitos Humanos das Nações Unidas, Michelle Bachelet, inseriu o Brasil em uma lista de países em situação preocupante em violações de direitos humanos. Ela teceu diversas críticas ao Brasil, como as ameaças aos povos indígenas e defensores do meio ambiente, violência policial e retrocesso da pauta do aborto e da participação civil na política. Também, em um gesto raro, pediu às instituições brasileiras que mantenham sua independência e garantam o respeito aos direitos humanos. Ainda, fez um apelo para que as eleições sejam democráticas e sem interferência, e alertou sobre a violência que pode ocorrer contra mulheres, negros e LGBTQIA+ que concorram ao pleito.
No dia 9 de julho, Jair Bolsonaro e o presidente Joe Biden tiveram encontro bilateral na Cúpula das Américas, em Los Angeles. Fontes anônimas relataram ao jornal Bloomberg que Bolsonaro pediu ajuda a Biden com as eleições, alegando que um possível governo do ex-presidente Lula iria contra os interesses americanos. Biden mudou de assunto quando abordado, mas enfatizou a importância de manter a integridade das eleições brasileiras. Bolsonaro respondeu dizendo que respeita a democracia e irá respeitar o resultado das eleições. A resposta de Biden vai de acordo com os comentários feitos recentemente por Elizabeth Bagley, embaixatriz americana no Brasil indicada por Biden. Kristina Rosales, porta-voz do estado americano, defendeu que as eleições precisam ser transparentes e acompanhadas por observadores internacionais. Porém, o ministro da Justiça brasileiro, Anderson Torres, afirmou que os observadores internacionais não ajudam em quase nada e defendeu a participação da Polícia Federal, do Exército e da sociedade civil nas eleições.
No dia 20, Ned Price, porta-voz do Departamento de Estado dos Estados Unidos, afirmou que conversaram com altos funcionários brasileiros e que a visão americana é de que as eleições brasileiras foram testadas por muitos anos e são um modelo para as outras nações, e que os Estados Unidos acompanharão as eleições com grande interesse. A fala veio após reunião convocada por Bolsonaro para embaixadores estrangeiros no dia 18, onde mentiu sobre o sistema eleitoral brasileiro.
Na Conferência Ministerial Internacional sobre Liberdade de Religião ou Crença, que aconteceu em julho de 2022 em Londres, Péter Szijjártó, ministro dos Negócios Estrangeiros e Comércio da Hungria, solicitou encontro bilateral com a ministra da Mulher, Família e Direitos Humanos, Cristiane Britto, para saber mais sobre o cenário eleitoral brasileiro. Cristiane Britto explicou sobre o cenário de polarização, e ambos conversaram sobre a convergência de pensamentos de ambos os países em pautas identitárias. Szijjártó perguntou se havia algo que a Hungria pudesse fazer para ajudar na reeleição de Bolsonaro, e pontuou ainda que o Brasil possui a maior comunidade húngara na América Latina, que em sua maioria apoia o atual presidente.

### Eleição acirrada
A eleição presidencial de 2022 foi a edição mais acirrada da história do Brasil. Os candidatos, no segundo turno, tiveram 2,1 milhões de votos de diferença, sendo a primeira vez desde a redemocratização que o candidato derrotado, Jair Bolsonaro, ganhou em mais unidades federativas que o candidato vencedor, Luiz Inácio Lula da Silva.
Bolsonaro venceu com ampla margem de votos no Acre, Distrito Federal, Espírito Santo, Goiás, Mato Grosso, Mato Grosso do Sul, Paraná, Rio de Janeiro, Rio Grande do Sul, Rondônia, Roraima, Santa Catarina e São Paulo. Bolsonaro venceu também no Amapá com uma margem pequena, apesar de Lula ter vencido no estado no primeiro turno.
Já Lula, teve vitórias amplas nos estados de Alagoas, Bahia, Ceará, Maranhão, Paraíba, Pernambuco, Piauí, Rio Grande do Norte e Sergipe. O petista teve vitória menos expressiva no Amazonas, Pará, Minas Gerais e Tocantins.
Outra característica interessante é que a quantidade dos votos nulos e brancos (5,7 milhões) foi maior que a diferença de votos entre os dois candidatos (2,1 milhões).

## Calendário eleitoral
| 15 de maio                    | Início do financiamento coletivo dos pré-candidatos                              |
| 20 de julho a 5 de agosto     | Convenções partidárias para a escolha dos candidatos e das coligações            |
| 26 de agosto a 29 de setembro | Propaganda eleitoral gratuita no rádio e na televisão relativa ao primeiro turno |
| 2 de outubro                  | Primeiro turno das eleições                                                      |
| 7 a 28 de outubro             | Propaganda eleitoral gratuita no rádio e na televisão relativa ao segundo turno  |
| 30 de outubro                 | Segundo turno das eleições                                                       |
| até 19 de dezembro            | Diplomação dos eleitos pela Justiça Eleitoral                                    |

### Convenções
As convenções nacionais em 2022 tinham como objetivo confirmar as candidaturas presidenciais e apoios partidários. Elas ocorreram no período entre o dia 20 de julho e o dia 5 de agosto de 2022, determinado pela lei da reforma política (lei nº 13.165/2015)
O quadro abaixo indica o número de deputados federais filiados a cada partido em 13 de abril de 2022, após o término da "janela partidária". A quantidade de deputados em uma coligação era usada em dois cálculos: I) no horário eleitoral, o número que conta era o de deputados federais eleitos em 2018; II) na distribuição do fundo eleitoral, 48 por cento divididos entre os partidos na proporção do número de representantes na Câmara dos Deputados na última eleição geral, 35 por cento entre os partidos na proporção do percentual de votos válidos obtidos pelas siglas que tenham pelo menos um representante na Câmara, 15 por cento entre as agremiações na proporção do número de representantes no Senado Federal e 2 por cento repartidos igualmente entre todos as siglas registradas no TSE.
| Nome e sigla do partido ou federação                       | Bancada na Câmara dos Deputados | Data da convenção | Posicionamento oficial |
| ---------------------------------------------------------- | ------------------------------- | ----------------- | --- |
| Partido Democrático Trabalhista (PDT)                      | 19                              | 20 de julho       | Candidatura de Ciro Gomes à presidência da República e Ana Paula Matos (PDT) a vice-presidente. |
| Partido da Mobilização Nacional (PMN)                      | –                               | 21 de julho       | Neutralidade. |
| Federação Brasil da Esperança – FE Brasil (PT, PCdoB e PV) | 68                              | 21 de julho       | Candidatura de Lula (PT) à presidência da República e Geraldo Alckmin (PSB) a vice-presidente. |
| Partido Social Democrático (PSD)                           | 47                              | 22 de julho       | Neutralidade. |
| Avante                                                     | 6                               | 23 de julho       | Anunciou candidatura de André Janones à presidência da República, em 4 de agosto André Janones anunciou desistência, posteriormente Avante anunciou apoio formal à candidatura de Lula (PT).       |
| Partido Liberal (PL)                                       | 77                              | 24 de julho       | Candidatura de Jair Bolsonaro à presidência da República e Braga Netto (PL) a vice-presidente. |
| Partido da Causa Operária (PCO)                            | –                               | 24 de julho       | Apoio informal a candidatura de Lula (PT) e rejeição a candidatura de Geraldo Alckmin (PSB), com esse impasse PCO decidiu não se coligar e fazer programa próprio com campanha crítica.            |
| Unidade Popular (UP)                                       | –                               | 25 de julho       | Candidatura de Léo Péricles à presidência da República e Samara Martins a vice-presidente. |
| Solidariedade                                              | 8                               | 26 de julho       | Apoio formal à candidatura de Lula (PT). |
| Federação PSDB Cidadania (PSDB e Cidadania)                | 28                              | 27 de julho       | Apoio formal à candidatura de Simone Tebet (MDB) e indicação de Mara Gabrilli a vice-presidente.                                                                                                   |
| Movimento Democrático Brasileiro (MDB)                     | 37                              | 27 de julho       | Candidatura de Simone Tebet à presidência da República. |
| Progressistas (PP)                                         | 57                              | 28 de julho       | Apoio formal à candidatura de Jair Bolsonaro (PL). |
| Partido Socialista Brasileiro (PSB)                        | 24                              | 29 de julho       | Apoio formal à candidatura de Lula (PT) e indicação de Geraldo Alckmin a vice-presidente. |
| Federação PSOL REDE (PSOL e REDE)                          | 10                              | 30 de julho       | Apoio formal à candidatura de Lula (PT). |
| Republicanos                                               | 43                              | 30 de julho       | Apoio formal à candidatura de Jair Bolsonaro (PL). |
| Partido Novo (NOVO)                                        | 10                              | 30 de julho       | Candidatura de Felipe d'Avila à presidência da República e Tiago Mitraud a vice-presidente. |
| Partido Comunista Brasileiro (PCB)                         | –                               | 30 de julho       | Candidatura de Sofia Manzano à presidência da República e Antônio Alves a vice-presidente. |
| Partido Socialista dos Trabalhadores Unificado (PSTU)      | –                               | 31 de julho       | Candidatura de Vera à presidência da República e Raquel Tremembé a vice-presidente. |
| Partido Republicano da Ordem Social (PROS)                 | 4                               | 31 de julho       | Candidatura de Pablo Marçal à presidência da República e Fátima Pérola Neggra a vice-presidente. Posteriormente dá apoio formal à candidatura de Lula (PT).                                        |
| Podemos (PODE)                                             | 8                               | 31 de julho       | Convite a Alvaro Dias para concorrer à presidência da República, em 3 de agosto Alvaro Dias anunciou que não concorreria, posteriormente PODE anunciou apoio formal à candidatura de Simone Tebet. |
| Partido Trabalhista Brasileiro (PTB)                       | 3                               | 1 de agosto       | Candidatura de Roberto Jefferson à presidência da República e Padre Kelmon a vice-presidente. Com o indeferimento de Jefferson, Padre Kelmon o substituiu na chapa, com Pastor Gamonal como vice.  |
| Patriota                                                   | 5                               | 2 de agosto       | Neutralidade. |
| Democracia Cristã (DC)                                     | –                               | 2 de agosto       | Candidatura de Constituinte Eymael à presidência da República e Professor Bravo a vice-presidente.                                                                                                 |
| Partido Social Cristão (PSC)                               | 8                               | 3 de agosto       | Neutralidade. |
| Agir                                                       | –                               | 5 de agosto       | Apoio formal à candidatura de Lula (PT). |
| Partido da Mulher Brasileira (PMB)                         | –                               | 5 de agosto       | Neutralidade. |
| União Brasil (UNIÃO)                                       | 51                              | 5 de agosto       | Candidatura de Soraya Thronicke à presidência da República e Marcos Cintra a vice-presidente. |
| Partido Renovador Trabalhista Brasileiro (PRTB)            | –                               | 5 de agosto       | Neutralidade. |

## Candidaturas
Onze candidaturas foram registradas na Justiça Eleitoral pelos partidos políticos e estão apresentadas no quadro abaixo por ordem alfabética dos nomes de urna.
| Presidente   | Presidente                     | Presidente | Presidente | Cargo político anterior                            | Vice-presidente | Vice-presidente | Vice-presidente | Vice-presidente | Coligação | Número eleitoral | Tempo de horário eleitoral     |
| Candidato(a) | Candidato(a)                   | Partido    | Partido    | Cargo político anterior                            | Candidato(a)    | Candidato(a)    | Partido         | Partido         | Coligação | Número eleitoral | Tempo de horário eleitoral     |
| ------------ | ------------------------------ | ---------- | ---------- | -------------------------------------------------- | --------------- | --------------- | --------------- | --------------- | --- | ---------------- | ------------------------------ |
|              | Ciro Gomes (Campanha)          |            | PDT        | Deputado federal pelo Ceará (2007–2011)            |                 | Ana Paula Matos |                 | PDT             | Sem coligação | 12               | 52s                            |
|              | Constituinte Eymael (Campanha) |            | DC         | Deputado federal por São Paulo (1986–1995)         |                 | Professor Bravo |                 | DC              | Sem coligação | 27               | Sem tempo no horário eleitoral |
|              | Felipe d'Avila (Campanha)      |            | NOVO       | Sem cargo político anterior                        |                 | Tiago Mitraud   |                 | NOVO            | Sem coligação | 30               | 22s                            |
|              | Jair Bolsonaro (Campanha)      |            | PL         | Presidente do Brasil (2019–2023)                   |                 | Braga Netto     |                 | PL              | Pelo Bem do Brasil (PL, Republicanos e PP)                                                                              | 22               | 2min38s                        |
|              | Léo Péricles (Campanha)        |            | UP         | Sem cargo político anterior                        |                 | Samara Martins  |                 | UP              | Sem coligação | 80               | Sem tempo no horário eleitoral |
|              | Lula (Campanha)                |            | PT         | Presidente do Brasil (2003–2011)                   |                 | Geraldo Alckmin |                 | PSB             | Brasil da Esperança (FE Brasil [PT, PCdoB e PV], Fed. PSOL REDE [PSOL e REDE], PSB, Solidariedade, Avante, Agir e PROS) | 13               | 3min39s                        |
|              | Padre Kelmon (Campanha)        |            | PTB        | Sem cargo político anterior                        |                 | Pastor Gamonal  |                 | PTB             | Sem coligação | 14               | 25s                            |
|              | Simone Tebet (Campanha)        |            | MDB        | Senadora pelo Mato Grosso do Sul (2015–2023)       |                 | Mara Gabrilli   |                 | PSDB            | Brasil para Todos (MDB, Fed. PSDB Cidadania [PSDB e Cidadania] e PODE)                                                  | 15               | 2min20s                        |
|              | Sofia Manzano (Campanha)       |            | PCB        | Sem cargo político anterior                        |                 | Antonio Alves   |                 | PCB             | Sem coligação | 21               | Sem tempo no horário eleitoral |
|              | Soraya Thronicke (Campanha)    |            | UNIÃO      | Senadora pelo Mato Grosso do Sul (2019–atualmente) |                 | Marcos Cintra   |                 | UNIÃO           | Sem coligação | 44               | 2min10s                        |
|              | Vera (Campanha)                |            | PSTU       | Sem cargo político anterior                        |                 | Raquel Tremembé |                 | PSTU            | Sem coligação | 16               | Sem tempo no horário eleitoral |

Indeferimentos
O Partido Trabalhista Brasileiro registrou as candidaturas de Roberto Jefferson e Padre Kelmon e o Tribunal Superior Eleitoral negou a de Jefferson por unanimidade por ele estar inelegível até o fim de 2023 devido à condenação no Mensalão em 2013.
| Presidente   | Presidente                   | Presidente | Presidente | Cargo político anterior                          | Vice-presidente | Vice-presidente | Vice-presidente | Vice-presidente | Coligação     | Número eleitoral | Tempo de horário eleitoral |
| Candidato(a) | Candidato(a)                 | Partido    | Partido    | Cargo político anterior                          | Candidato(a)    | Candidato(a)    | Partido         | Partido         | Coligação     | Número eleitoral | Tempo de horário eleitoral |
| ------------ | ---------------------------- | ---------- | ---------- | ------------------------------------------------ | --------------- | --------------- | --------------- | --------------- | ------------- | ---------------- | -------------------------- |
|              | Roberto Jefferson (Campanha) |            | PTB        | Deputado federal pelo Rio de Janeiro (1983–2005) |                 | Padre Kelmon    |                 | PTB             | Sem coligação | 14               | 25s                        |

Candidaturas canceladas
Pablo Marçal teve a candidatura cancelada pelo TSE, com a confirmação da adesão do PROS à coligação Brasil da Esperança.
| Presidente   | Presidente              | Presidente | Presidente | Cargo político anterior     | Vice-presidente | Vice-presidente      | Vice-presidente | Vice-presidente | Coligação     | Número eleitoral | Tempo de horário eleitoral     |
| Candidato(a) | Candidato(a)            | Partido    | Partido    | Cargo político anterior     | Candidato(a)    | Candidato(a)         | Partido         | Partido         | Coligação     | Número eleitoral | Tempo de horário eleitoral     |
| ------------ | ----------------------- | ---------- | ---------- | --------------------------- | --------------- | -------------------- | --------------- | --------------- | ------------- | ---------------- | ------------------------------ |
|              | Pablo Marçal (Campanha) |            | PROS       | Sem cargo político anterior |                 | Fátima Pérola Neggra |                 | PROS            | Sem coligação | 90               | Sem tempo no horário eleitoral |

### Ciro Gomes (PDT)
O Partido Democrático Trabalhista (PDT) confirmou a candidatura de Ciro Gomes à presidência da República em convenção nacional.

### Constituinte Eymael (DC)
O Democracia Cristã (DC) aprovou, em sua convenção nacional, a candidatura de Constituinte Eymael à Presidência da República.

### Felipe d'Avila (NOVO)
Candidato do Partido Novo (NOVO) em 2018, João Amoêdo ainda em 2021 desistiu de concorrer novamente. Em convenção nacional, o partido aprovou as candidaturas de Felipe d'Avila à Presidência da República e de Tiago Mitraud à Vice-Presidência.

### Jair Bolsonaro (PL)
Jair Bolsonaro, eleito em 2018 pelo Partido Social Liberal (atual União Brasil), já se apresentava novamente ao cargo de Presidente da República. Ele se filiou ao Partido Liberal (PL) para tentar a reeleição. Durante o período das convenções partidárias nacionais, o PL aprovou a candidatura de Jair Bolsonaro à Presidência da República e de Braga Netto a Vice-Presidente, também filiado ao PL. E convenções do Progressistas (PP) e do Republicanos aprovaram o apoio à candidatura e integram a coligação com o PL para eleição da chapa.

### Léo Péricles (UP)
O Unidade Popular (UP) aprovou, em sua convenção nacional, as candidaturas de Léo Péricles e de Samara Martins à Presidência e Vice-Presidência da República respectivamente.

### Lula (FE Brasil)

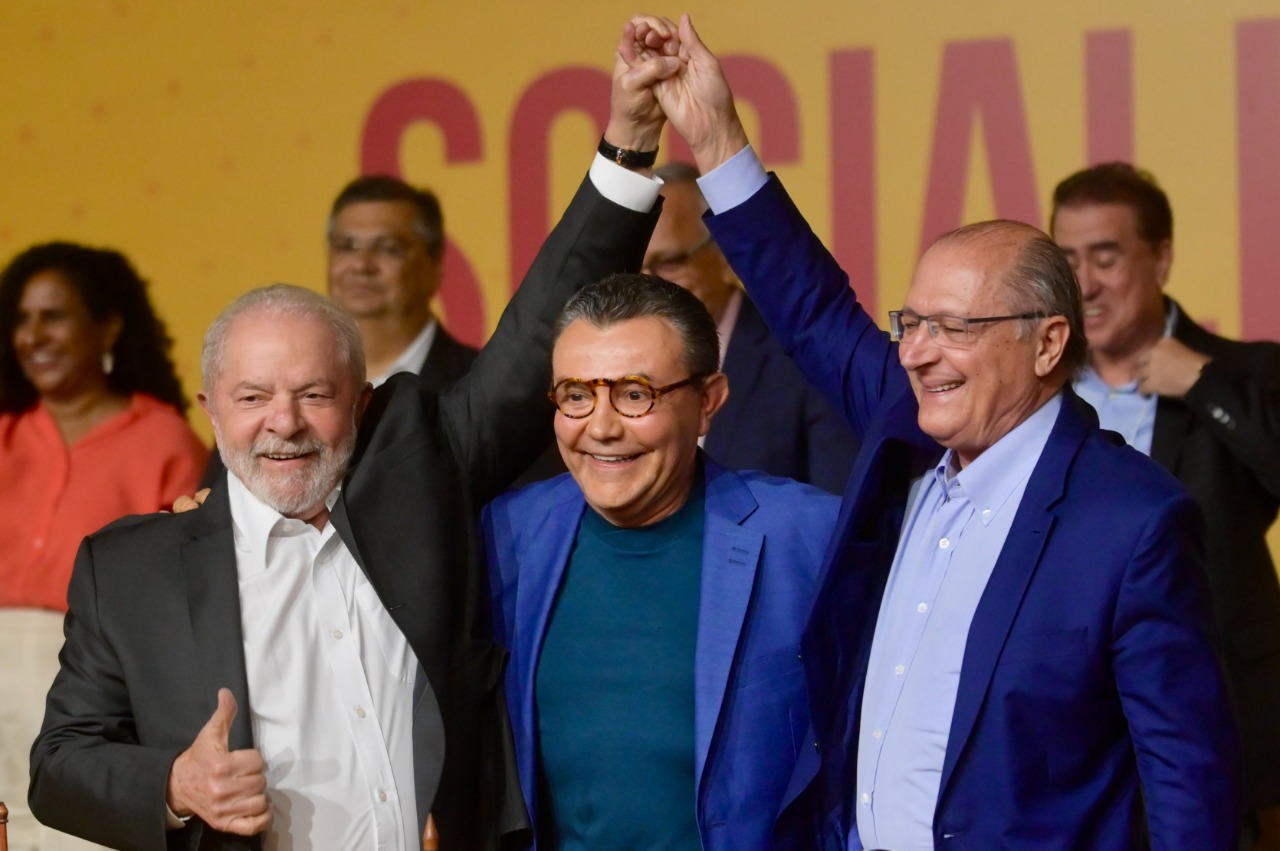
Alckmin é indicado vice de Lula

O ex-presidente Luiz Inácio Lula da Silva, eleito em 2002 e reeleito em 2006, preso no âmbito da Operação Lava Jato em 2018, tornou-se elegível após suas condenações serem anuladas em 2021 pelo ministro Edson Fachin, após o juiz de primeira instância responsável pelo caso, Sergio Moro, ter sua suspeição declarada pelo Supremo Tribunal Federal (STF). O Partido dos Trabalhadores (PT), o Partido Comunista do Brasil (PCdoB) e o Partido Verde (PV) formaram a Federação Brasil da Esperança (FE Brasil) no início de 2022. Em julho, as convenções nacionais da FE Brasil e do Partido Socialista Brasileiro (PSB) aprovaram a chapa formada por Lula (FE Brasil) e Geraldo Alckmin (PSB) para disputar a Presidência e a Vice-Presidência da República. Também apoiaram a chapa em suas convenções nacionais, e compondo a coligação, o Solidariedade, a Federação PSOL REDE — formada em 2022 pelo Partido Socialismo e Liberdade (PSOL) e Rede Sustentabilidade (REDE) —, o Avante, o Agir, e o Partido Republicano da Ordem Social (PROS).
Em sua convenção nacional, o Partido da Causa Operária (PCO) aprovou o apoio à candidatura de Lula (PT) ao terceiro mandato e rejeição à candidatura de Geraldo Alckmin (PSB), com esse impasse, PCO apoia apenas informalmente, sem se coligar, e decidiu fazer programa próprio com campanha crítica.
No caso do Avante, houve uma convenção nacional que aprovou a candidatura do deputado federal por Minas Gerais André Janones, mas em 4 de agosto Janones anunciou desistência e, posteriormente, o partido e ele decidiram apoiar formalmente a candidatura de Lula da Silva, enquanto Janones passou a concorrer novamente à Câmara dos Deputados do Brasil. No caso do PROS, houve uma convenção nacional que aprovou as candidaturas de Pablo Marçal e Fátima Pérola Neggra e outra, o apoio à candidatura de Lula, assim houve uma disputa judicial em curso para decidir qual convenção teria a validação, na qual a convenção que apoiou a candidatura a saiu vitoriosa e o partido integrou a coligação do ex-presidente.

### Simone Tebet (MDB)

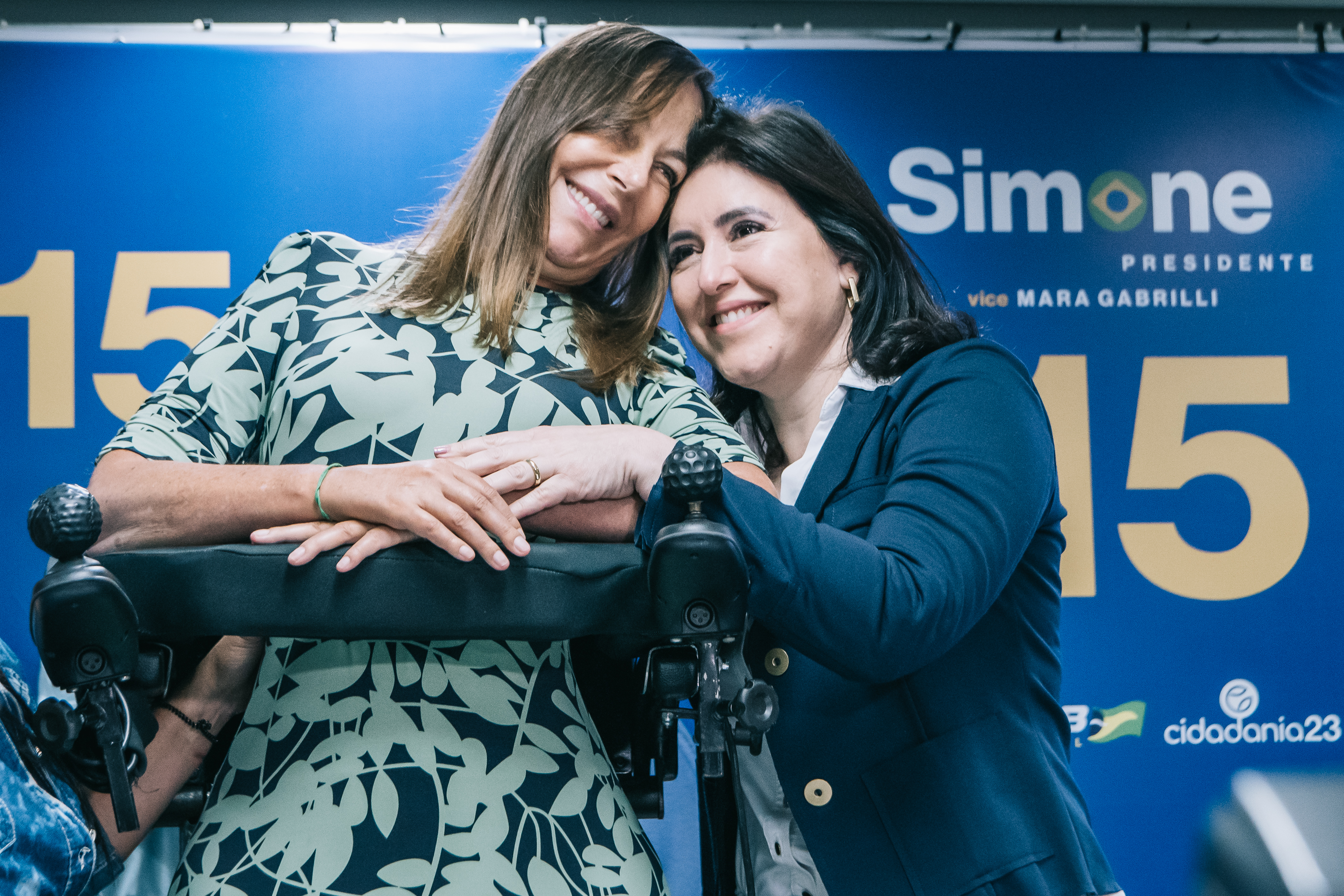
Simone Tebet e sua candidata a vice, Mara Gabrilli

O Movimento Democrático Brasileiro (MDB) apresentou a senadora pelo Mato Grosso do Sul Simone Tebet para concorrer à Presidência da República ainda em 2021 e, em julho de 2022, aprovou em convenção nacional a candidatura dela.
O Partido da Social Democracia Brasileira (PSDB) realizou prévias em 2021 para decidir quem se candidataria pelo partido e foram vencidas pelo então governador de São Paulo, João Doria. O governador do Rio Grande do Sul Eduardo Leite, após perder as  prévias, continuou buscando concorrer à Presidência e chegou a cogitar se filiar ao Partido Social Democrático (PSD) para isso, mas desistiu e apoiou Dória. Contudo, em 23 de maio, Doria desistiu da candidatura. Por sua vez, o Cidadania havia apresentado a candidatura do senador por Sergipe Alessandro Vieira à Presidência, mas a abandonou 12 de março visando a corrida ao governo sergipano pelo Partido da Social Democracia Brasileira (ao qual se filiou). Em 2022, Cidadania e PSDB formaram a Federação PSDB Cidadania e, durante a convenção nacional, apoiou formalmente a candidatura de Simone Tebet, sem definir naquele momento sua indicação para concorrer à Vice-Presidência.
O Podemos (PODE) apresentou a pré-candidatura do ex-juiz federal e ministro da Justiça e Segurança Pública do Governo Bolsonaro Sergio Moro, contudo, este mesmo se desfiliou para ingressar no União Brasil em março de 2022. Com isso, a convenção nacional do partido aprovou convite para o senador pelo Paraná Alvaro Dias se candidatar à Presidência. Contudo, ele desistiu no dia 3 de agosto para disputar a reeleição ao Senado. Posteriormente, o PODE anunciou apoio formal à candidatura de Simone Tebet.

### Sofia Manzano (PCB)
O Partido Comunista Brasileiro (PCB), em convenção nacional, aprovou a candidatura de Sofia Manzano à Presidência da República e de Antônio Alves à vice-presidência.

### Soraya Thronicke (UNIÃO)
O União Brasil (UNIÃO) apresentou inicialmente o nome de Luiz Henrique Mandetta, Deputado por Mato Grosso do Sul e Ministro da Saúde do Governo Bolsonaro, para concorrer à Presidência, contudo Mandetta desistiu ainda em 2021. Posteriormente, o partido lançou o nome do seu presidente, Luciano Bivar, que, em julho de 2022, também desistiu para poder disputar uma vaga de Deputado Federal por Pernambuco. Durante a convenção nacional, o UNIÃO aprovou as candidaturas de Soraya Thronicke e Marcos Cintra à Presidência e Vice-Presidência da República respectivamente.

### Vera (PSTU)
O Partido Socialista dos Trabalhadores Unificado (PSTU) aprovou, em sua convenção nacional, as candidaturas de Vera e Raquel Tremembé à Presidência e Vice-Presidência da República.

### Partidos neutros e candidaturas abandonadas
Candidato em 2018, Cabo Daciolo chegou a se filiar ao Partido da Mulher Brasileira (PMB) para concorrer à Presidência, mas desistiu no fim de 2021 e anunciou apoio a Ciro Gomes. Então, o PMB não registrou apoio ou candidatura própria.
O Partido Social Democrático (PSD) chegou a lançar Rodrigo Pacheco, Senador por Minas Gerais e então Presidente do Senado, mas Pacheco desistiu em março de 2022.
O apresentador de televisão e empresário Luciano Huck se apresentava para concorrer à Presidência, mas não chegou a se afiliar a nenhum partido político e desistiu ainda em junho de 2021.
Também abandonaram as suas candidaturas o o apresentador Datena e do ex-Juiz federal Sergio Moro pelo União Brasil (UNIÃO), também desistiram o Senador por Sergipe Alessandro Vieira pelo Cidadania (partido político) e até mesmo João Amoêdo pelo Partido Novo (NOVO).

## Debates
Os debates de emissoras de televisão estão previstos para serem exibidos de 28 de agosto a 29 de setembro de 2022. Inicialmente, CNN Brasil, TV Jovem Pan News, Rede Bandeirantes, RedeTV!, TV Aparecida, SBT, TV Cultura e TV Globo haviam definido as datas dos debates dos primeiro e eventual segundo turnos e as regras para a participação dos candidatos, obedecendo à cláusula de barreira. Em julho, a CNN Brasil, que organizaria o primeiro debate entre presidenciáveis para 6 de agosto, anunciou sua suspensão por não ter a confirmação da presença dos líderes nas pesquisas, Jair Bolsonaro e Lula. A TV Jovem Pan News também suspendeu seu debate pelo mesmo motivo, e a Rede Bandeirantes adiou o encontro, que estava marcado para o dia 14 de agosto.
Anteriormente, em junho, a pré-campanha de Lula sugeriu à Associação Brasileira de Emissoras de Rádio e Televisão e à Associação Nacional de Jornais a realização de debates em conjunto. As emissoras que anunciaram o primeiro debate foram a Rede Bandeirantes e a TV Cultura; em seguida, o SBT e a CNN Brasil confirmaram, em conjunto, a realização de outro debate. A TV Aparecida, por sua vez, sugeriu uma integração entre emissoras católicas para realizar um debate. Em agosto, o Consórcio de Veículos de Imprensa anunciou para 14 de setembro seu debate presidencial, tendo definido em reunião que participariam do encontro os postulantes que estivessem colocados nas quatro primeiras posições das pesquisas do Datafolha e do IPEC na semana que antecederia a realização. No entanto, o debate foi suspenso devido aos dois candidatos que lideravam as pesquisas não confirmarem presença. No mesmo mês, pelo mesmo motivo, cancelaram seus debates a RedeTV!, em parceria com os sites Metrópoles e O Antagonista, marcado para 2 de setembro, e a TV Aparecida, que o realizaria em 13 de setembro.
O debate da Rede Bandeirantes, que tem parceria, além da TV Cultura, com o jornal Folha de S.Paulo e o portal UOL, havendo também cobertura de outros veículos do Grupo Bandeirantes de Comunicação, foi o primeiro a ser exibido, em 28 de agosto. O encontro foi retransmitido por emissoras de televisão e rádio não comerciais do Brasil, por canais associados à Alianza Informativa Latinoamericana no continente americano e pela CNN Portugal. O segundo debate do período eleitoral, transmitido em 24 de setembro, foi o do SBT, que juntou-se, além da CNN Brasil, ao jornal O Estado de S. Paulo, à revista Veja, às rádios NovaBrasil FM e Eldorado FM e ao portal Terra. O candidato Lula foi o único dos sete postulantes obrigatoriamente convidados a não comparecer ao encontro por estar em compromissos de campanha. O debate da TV Globo, exibido em 29 de setembro, foi o último do primeiro turno e contou com a presença dos sete candidatos convidados seguindo a legislação eleitoral.
| Datas          | Organização                                                                                               | Mediação                                                                                       | Locais                                  | Participantes                                                                            | Ref.    |
| -------------- | --- | ---------------------------------------------------------------------------------------------- | --------------------------------------- | ---------------------------------------------------------------------------------------- | ------- |
| 28 de agosto   | Rede Bandeirantes TV Cultura Folha de S.Paulo UOL BandNews TV BandNews FM Rádio Bandeirantes Metro Jornal | Adriana Araújo e Eduardo Oinegue (1.º e 2.º blocos) Leão Serva e Fabíola Cidral (último bloco) | Auditório João Jorge Saad São Paulo, SP | Ciro Gomes Felipe d'Avila Jair Bolsonaro Lula Simone Tebet Soraya Thronicke              | [ 158 ] |
| 24 de setembro | SBT CNN Brasil Terra NovaBrasil FM O Estado de S. Paulo Eldorado FM Veja                                  | Carlos Nascimento                                                                              | CDT da Anhanguera Osasco, SP            | Ciro Gomes Felipe d'Avila Jair Bolsonaro Padre Kelmon Simone Tebet Soraya Thronicke      | [ 155 ] |
| 29 de setembro | TV Globo GloboNews G1                                                                                     | William Bonner                                                                                 | Estúdios Globo Rio de Janeiro, RJ       | Ciro Gomes Felipe d'Avila Jair Bolsonaro Lula Padre Kelmon Simone Tebet Soraya Thronicke | [ 157 ] |

Na disputa em segundo turno entre Lula e Bolsonaro, a Rede Bandeirantes novamente foi a primeira a realizar um debate entre eles. O encontro estava marcado para o dia 9 de outubro, porém as campanhas dos candidatos, que confirmaram presença, solicitaram adiamento alegando precisarem de mais tempo para se prepararem após os resultados do primeiro turno, sendo postergado para o dia 16. O debate, que teve a repetição do pool com a TV Cultura, a Folha de S.Paulo e o UOL, foi integrado também pela CNN Brasil, que o retransmitiu. O segundo encontro seria promovido pelo SBT e seu pool, também com a CNN Brasil, porém Lula decidiu não comparecer, o que tornou a atração em sabatina com Bolsonaro. O mesmo procedimento ocorreu no debate da RecordTV, no dia 23, do qual o candidato do PT também não participou. O último debate foi exibido no dia 28 pela TV Globo com os dois candidatos presentes.
| Datas         | Organização | Mediação                                                                                       | Locais                                  | Lula     | Bolsonaro | Ref.    |
| ------------- | --- | ---------------------------------------------------------------------------------------------- | --------------------------------------- | -------- | --------- | ------- |
| 16 de outubro | Rede Bandeirantes TV Cultura Folha de S.Paulo UOL BandNews TV BandNews FM Rádio Bandeirantes Metro Jornal CNN Brasil | Adriana Araújo e Eduardo Oinegue (1.º e 2.º blocos) Leão Serva e Fabíola Cidral (último bloco) | Auditório João Jorge Saad São Paulo, SP | presente | presente  | [ 160 ] |
| 21 de outubro | SBT CNN Brasil Terra NovaBrasil FM O Estado de S. Paulo Eldorado FM Veja                                             | Carlos Nascimento                                                                              | CDT da Anhanguera Osasco, SP            | ausente  | presente  | [ 162 ] |
| 23 de outubro | RecordTV Record News R7                                                                                              | Eduardo Ribeiro                                                                                | Teatro Dermeval Gonçalves São Paulo, SP | ausente  | presente  | [ 163 ] |
| 28 de outubro | TV Globo GloboNews G1                                                                                                | William Bonner                                                                                 | Estúdios Globo Rio de Janeiro, RJ       | presente | presente  | [ 164 ] |

## Apoios no segundo turno
Após a confirmação do segundo turno entre Lula e Bolsonaro, os candidatos derrotados, demais políticos e partidos políticos posicionaram-se. Nesta seção há uma relação dos endossos declarados após o primeiro turno:
| Lula      | Lula |
| --------- | --- |
| Partidos  | Cidadania |
| Partidos  | Partido Democrático Trabalhista |
| Partidos  | Partido Comunista Brasileiro |
| Partidos  | Partido Socialista dos Trabalhadores Unificado                                                                                          |
| Partidos  | Partido da Causa Operária |
| Partidos  | Unidade Popular |
| Políticos | Fernando Henrique Cardoso, presidente do Brasil entre 1995 e 2003                                                                       |
| Políticos | José Sarney, presidente do Brasil entre 1985 e 1990                                                                                     |
| Políticos | Roberto Freire, presidente do Cidadania                                                                                                 |
| Políticos | Simone Tebet, senadora e terceira colocada na disputa no 1.º turno                                                                      |
| Políticos | Ciro Gomes, ex-ministro e quarto colocado na disputa no 1.º turno                                                                       |
| Políticos | Eduardo Paes, prefeito do Rio de Janeiro                                                                                                |
| Políticos | José Serra, senador e candidato à presidência em 2002 e 2010                                                                            |
| Políticos | Helder Barbalho, governador reeleito do Pará                                                                                            |
| Políticos | Tasso Jereissati, senador pelo Ceará e ex-presidente do PSDB                                                                            |
| Políticos | Armínio Fraga, presidente do Banco Central de 1999 a 2003                                                                               |
| Políticos | Aloysio Nunes, ex-senador e candidato a vice-presidente pela chapa de Aécio Neves em 2014                                               |
| Políticos | Kátia Abreu, senadora e candidata a vice-presidente pela chapa de Ciro Gomes em 2018                                                    |
| Políticos | Clécio Luís, governador eleito do Amapá                                                                                                 |
| Políticos | Pedro Malan, presidente do Banco Central de 1993 a 1995 e ex-ministro da Fazenda                                                        |
| Políticos | Leonardo Péricles, presidente da Unidade Popular e oitavo colocado na disputa no 1.º turno                                              |
| Políticos | Sofia Manzano, nona colocada na disputa no 1.º turno                                                                                    |
| Políticos | Vera Lúcia, décima colocada na disputa no 1.º turno                                                                                     |
| Políticos | Paulo Brant, vice-governador de Minas Gerais                                                                                            |
| Políticos | Elena Landau, diretora de privatizações do BNDES entre 1994 e 1996                                                                      |
| Políticos | Delfim Netto, ex-ministro e ex-embaixador do Brasil na França                                                                           |
| Políticos | Joaquim Barbosa, ex-ministro do Supremo Tribunal Federal                                                                                |
| Políticos | Carlos Ayres Britto, ex-ministro do Supremo Tribunal Federal                                                                            |
| Políticos | Carlos Velloso, ex-ministro do Supremo Tribunal Federal                                                                                 |
| Políticos | Celso de Mello, ex-ministro do Supremo Tribunal Federal                                                                                 |
| Políticos | Nelson Jobim, ex-ministro do Supremo Tribunal Federal, ex-ministro da Justiça de 1995 a 1997 e ex-ministro da Defesa de 2007 a 2011     |
| Políticos | Miguel Reale Júnior, ex-ministro da Justiça                                                                                             |
| Políticos | André Lara Resende, ex-presidente do BNDES em 1998                                                                                      |
| Políticos | Edmar Bacha, ex-presidente do BNDES em 1995                                                                                             |
| Políticos | Felipe Salto, secretário da Fazenda e Planejamento de São Paulo em 2022 e ex-diretor-executivo da Instituição Fiscal Independente (IFI) |
| Políticos | João Amoêdo, ex-presidente do partido Novo e candidato à presidência da República em 2018                                               |
| Políticos | Elmano de Freitas, governador eleito do Ceará                                                                                           |
| Políticos | Izolda Cela, governadora do Ceará |
| Políticos | Cid Gomes, senador pelo Ceará |
| Políticos | Fátima Bezerra, governadora reeleita do Rio Grande do Norte                                                                             |
| Políticos | Fuad Noman, prefeito de Belo Horizonte                                                                                                  |
| Políticos | Rodrigo Maia, deputado federal e presidente da Câmara dos Deputados entre 2016 e 2021                                                   |
| Políticos | Neca Setubal, socióloga e banqueira |
| Políticos | Guilherme Leal, empresário e candidato a vice-presidente na chapa de Marina Silva em 2010                                               |
| Políticos | Tabata Amaral, deputada federal por São Paulo                                                                                           |
| Políticos | Henrique Meirelles, ex-presidente do Banco Central, ex-ministro da fazenda e candidato à presidência da República em 2018               |

| Neutralidade | Neutralidade                                                                              |
| ------------ | ----------------------------------------------------------------------------------------- |
| Partidos     | Democracia Cristã                                                                         |
| Partidos     | Partido Social Democrático                                                                |
| Partidos     | Movimento Democrático Brasileiro                                                          |
| Partidos     | Partido da Social Democracia Brasileira                                                   |
| Partidos     | Partido Novo                                                                              |
| Partidos     | União Brasil                                                                              |
| Partidos     | Podemos                                                                                   |
| Políticos    | Soraya Thronicke, senadora e quinta colocada na disputa no 1.º turno                      |
| Políticos    | Felipe d'Avila, sexto colocado na disputa no 1.º turno                                    |
| Políticos    | Mara Gabrilli, senadora e terceira colocada como vice-presidente na chapa de Simone Tebet |
| Políticos    | João Dória, ex-governador de São Paulo                                                    |
| Políticos    | Eduardo Leite, governador do Rio Grande do Sul, classificado para o segundo turno em 2022 |
| Políticos    | Kim Kataguiri, deputado federal de São Paulo e figura-chave do Movimento Brasil Livre     |
| Políticos    | Michel Temer, presidente do Brasil entre 2016 e 2019                                      |

| Bolsonaro | Bolsonaro                                                         |
| --------- | ----------------------------------------------------------------- |
| Partidos  | Partido Social Cristão                                            |
| Partidos  | Partido Trabalhista Brasileiro                                    |
| Políticos | Fernando Collor, senador e presidente do Brasil entre 1990 e 1992 |
| Políticos | Romeu Zema, governador reeleito de Minas Gerais                   |
| Políticos | Sergio Moro, senador eleito pelo Paraná                           |
| Políticos | Rodrigo Garcia, governador de São Paulo                           |
| Políticos | Ibaneis Rocha, governador reeleito do Distrito Federal            |
| Políticos | Ratinho Júnior, governador reeleito do Paraná                     |
| Políticos | Gladson Cameli, governador reeleito do Acre                       |
| Políticos | Ronaldo Caiado, governador reeleito de Goiás                      |
| Políticos | Mauro Mendes, governador reeleito do Mato Grosso                  |
| Políticos | Wilson Lima, governador do Amazonas                               |
| Políticos | Marcos Rocha, governador de Rondônia                              |
| Políticos | Antonio Denarium, governador reeleito de Roraima                  |
| Políticos | Wanderlei Barbosa, governador reeleito do Tocantins               |
| Políticos | Reinaldo Azambuja, governador do Mato Grosso do Sul               |
| Políticos | José Agripino Maia, ex-governador do Rio Grande do Norte          |
| Políticos | Padre Kelmon, político e sétimo colocado na disputa no 1.º turno  |
| Políticos | João Henrique Caldas, prefeito de Maceió                          |
| Políticos | David Almeida, prefeito de Manaus                                 |
| Políticos | João Leão, vice-governador da Bahia                               |
| Políticos | Marco Aurélio Mello, ex-ministro do Supremo Tribunal Federal      |
| Políticos | Paulo Skaf, ex-presidente da FIESP                                |

## Resultados
| Candidato(a)             | Vice                    | 1.º turno 2 de outubro de 2022 | 1.º turno 2 de outubro de 2022 | 2.º turno 30 de outubro de 2022 | 2.º turno 30 de outubro de 2022 |
| Candidato(a)             | Vice                    | Votação                        | Votação                        | Votação                         | Votação                         |
| Candidato(a)             | Vice                    | Total                          | %                              | Total                           | %                               |
| ------------------------ | ----------------------- | ------------------------------ | ------------------------------ | ------------------------------- | ------------------------------- |
| Lula (PT)                | Geraldo Alckmin (PSB)   | 57 259 504                     | 48,43%                         | 60 345 999                      | 50,90%                          |
| Jair Bolsonaro (PL)      | Braga Netto (PL)        | 51 072 345                     | 43,20%                         | 58 206 354                      | 49,10%                          |
| Simone Tebet (MDB)       | Mara Gabrilli (PSDB)    | 4 915 423                      | 4,16%                          | Não participou                  | Não participou                  |
| Ciro Gomes (PDT)         | Ana Paula Matos (PDT)   | 3 599 287                      | 3,04%                          | Não participou                  | Não participou                  |
| Soraya Thronicke (UNIÃO) | Marcos Cintra (UNIÃO)   | 600 955                        | 0,51%                          | Não participou                  | Não participou                  |
| Felipe d'Avila (NOVO)    | Tiago Mitraud (NOVO)    | 559 708                        | 0,47%                          | Não participou                  | Não participou                  |
| Padre Kelmon (PTB)       | Pastor Galmonal (PTB)   | 81 129                         | 0,07%                          | Não participou                  | Não participou                  |
| Léo Péricles (UP)        | Samara Martins (UP)     | 53 519                         | 0,05%                          | Não participou                  | Não participou                  |
| Sofia Manzano (PCB)      | Antônio Alves (PCB)     | 45 620                         | 0,04%                          | Não participou                  | Não participou                  |
| Vera (PSTU)              | Raquel Tremembé (PSTU)  | 25 625                         | 0,02%                          | Não participou                  | Não participou                  |
| Constituinte Eymael (DC) | Professor Bravo (DC)    | 16 604                         | 0,01%                          | Não participou                  | Não participou                  |
| Total de votos válidos   | Total de votos válidos  | 118 229 719                    | 95,59%                         | 118 552 353                     | 95,41%                          |
| Votos em branco          | Votos em branco         | 1 964 779                      | 1,59%                          | 1 769 678                       | 1,43%                           |
| Votos nulos              | Votos nulos             | 3 487 874                      | 2,82%                          | 3 930 765                       | 3,16%                           |
| Total                    | Total                   | 123 682 372                    | 79,05%                         | 124.252.796                     | 79,41%                          |
| Abstenções               | Abstenções              | 32 770 982                     | 20,95%                         | 32 200 558                      | 20,59%                          |
| Eleitores aptos a votar  | Eleitores aptos a votar | 156 453 354                    | 100,00%                        | 156 453 354                     | 100,00%                         |

### Gráficos
| Esquema gráfico dos resultados do primeiro turno | Esquema gráfico dos resultados do primeiro turno | Esquema gráfico dos resultados do primeiro turno | Esquema gráfico dos resultados do primeiro turno | Esquema gráfico dos resultados do primeiro turno |
| ------------------------------------------------ | ------------------------------------------------ | ------------------------------------------------ | ------------------------------------------------ | ------------------------------------------------ |
|                                                  |                                                  |                                                  |                                                  |                                                  |
| Lula                                             | Lula                                             |                                                  | 48,43%                                           | 48,43%                                           |
| Jair Bolsonaro                                   | Jair Bolsonaro                                   |                                                  | 43,20%                                           | 43,20%                                           |
| Simone Tebet                                     | Simone Tebet                                     |                                                  | 4,16%                                            | 4,16%                                            |
| Ciro Gomes                                       | Ciro Gomes                                       |                                                  | 3,04%                                            | 3,04%                                            |
| Soraya Thronicke                                 | Soraya Thronicke                                 |                                                  | 0,51%                                            | 0,51%                                            |
| Felipe d'Avilla                                  | Felipe d'Avilla                                  |                                                  | 0,47%                                            | 0,47%                                            |
| Padre Kelmon                                     | Padre Kelmon                                     |                                                  | 0,07%                                            | 0,07%                                            |
| Léo Péricles                                     | Léo Péricles                                     |                                                  | 0,05%                                            | 0,05%                                            |
| Sofia Manzano                                    | Sofia Manzano                                    |                                                  | 0,04%                                            | 0,04%                                            |
| Vera                                             | Vera                                             |                                                  | 0,02%                                            | 0,02%                                            |
| Constituinte Eymael                              | Constituinte Eymael                              |                                                  | 0,01%                                            | 0,01%                                            |
| Brancos e nulos                                  | Brancos e nulos                                  |                                                  | 4,41%                                            | 4,41%                                            |
| Abstenções                                       | Abstenções                                       |                                                  | 20,95%                                           | 20,95%                                           |

| Esquema gráfico dos resultados do segundo turno | Esquema gráfico dos resultados do segundo turno | Esquema gráfico dos resultados do segundo turno | Esquema gráfico dos resultados do segundo turno | Esquema gráfico dos resultados do segundo turno |
| ----------------------------------------------- | ----------------------------------------------- | ----------------------------------------------- | ----------------------------------------------- | ----------------------------------------------- |
|                                                 |                                                 |                                                 |                                                 |                                                 |
| Lula                                            | Lula                                            |                                                 | 50,90%                                          | 50,90%                                          |
| Jair Bolsonaro                                  | Jair Bolsonaro                                  |                                                 | 49,10%                                          | 49,10%                                          |
| Brancos e nulos                                 | Brancos e nulos                                 |                                                 | 4,59%                                           | 4,59%                                           |
| Abstenções                                      | Abstenções                                      |                                                 | 20,59%                                          | 20,59%                                          |